# Филиппов, Игорь Владимирович
Игорь Владимирович Филиппов (род. 19 марта 1991 года, Краснодар) — российский волейболист, центральный блокирующий клуба «Енисей» и сборной России, мастер спорта России международного класса.

## Карьера
Игорь Филиппов родился в городе Краснодаре, начинал заниматься волейболом в Волгодонске. Его мама, Елена Филиппова, в прошлом выступала за волгодонский «Строитель» (ныне — «Импульс»).
С 16 лет играл в высшей лиге «Б» за ярославский «Строитель» — вторую команду клубной системы «Ярославича», являвшуюся также базовой командой юниорской сборной. В 2009 году Игорь завоевал бронзовую медаль на чемпионате Европы среди юношей в Роттердаме, а в следующие два сезона был одним из лидеров молодёжной сборной. В её составе в сентябре 2010 года стал победителем и самым ценным игроком континентального первенства в Беларуси, а в августе 2011 года выиграл золото и приз лучшему блокирующему на мировом чемпионате в Бразилии. Цвета этой «молодёжки», возглавляемой Сергеем Шляпниковым, защищали, наряду Филипповым, будущие игроки национальной сборной России Дмитрий Ковалёв и Алексей Кабешов.
Весной 2009 года Игорь Филиппов провёл четыре матча за «Ярославич» в Суперлиге, а на регулярной основе начал выступать в сильнейшем дивизионе чемпионата России в сезоне-2011/12. В августе 2013 года подписал контракт с московским «Динамо». В составе столичной команды трижды становился призёром чемпионатов страны, а в 2015 году также выиграл Кубок Европейской конфедерации волейбола. В июле 2017 года перешёл в уфимский «Урал», где провел два сезона. Впоследствии выступал за петербургский «Зенит» и «Белогорье», а в 2023 году подписал контракт с красноярским «Енисеем».
Летом 2015 года в составе второй и студенческой сборных России Игорь Филиппов стал бронзовым призёром Европейских игр в Баку и чемпионом Универсиады в Кванджу. 25 мая 2018 года дебютировал в главной сборной, которая спустя полтора месяца под руководством Сергея Шляпникова праздновала победу в Лиге наций 2018. В большинстве своих матчей Филиппов выходил на замену для усиления подачи. В июле 2019 года при новом тренере сборной, Туомасе Саммелвуо, вновь выиграл золото Лиги наций.

## Достижения

### Со сборными
- Победитель Лиги наций (2018, 2019).
- Бронзовый призёр чемпионата Европы среди юношей (2009).
- Чемпион Европы среди молодёжных команд (2010).
- Чемпион мира среди молодёжных команд (2011).
- Бронзовый призёр Европейских игр (2015).
- Чемпион Универсиады (2015).

### С клубами
- Серебряный (2015/16, 2016/17, 2020/21) и бронзовый (2014/15) призёр чемпионатов России.
- Серебряный (2019, 2020) и бронзовый (2015) призёр Кубка России.
- Обладатель Кубка Европейской конфедерации волейбола (2014/15), финалист Кубка CEV (2020/21).

### Индивидуальные призы
- MVP и лучший блокирующий чемпионата Европы среди молодёжных команд (2010).
- Лучший блокирующий чемпионата мира среди молодёжных команд (2011).

## Личная жизнь
В ноябре 2014 года у Игоря и его жены Марии родилась дочь Василиса.